# Округ Кас (Илиноис)
Округ Кас (енгл. Cass County) је округ у америчкој савезној држави Илиноис.

## Демографија
По попису из 2010. године број становника је 13.642, што је 53 (-0,4%) становника мање 2000. године.
| Група             | 2000.          | 2010.          |
| Белци             | 12.346 (90,1%) | 10.830 (79,4%) |
| Афроамериканци    | 61 (0,4%)      | 419 (3,1%)     |
| Азијати           | 38 (0,3%)      | 44 (0,3%)      |
| Хиспаноамериканци | 1.162 (8,5%)   | 2.291 (16,8%)  |
| Укупно            | 13.695         | 13.642         |